# Dlouhý most (České Budějovice)
Dlouhý most je jeden ze tří silničních mostů přes Vltavu v Českých Budějovicích. Spojuje centrum města s jeho západní částí Čtyři Dvory. Most pod tímto názvem je uváděn již v roce 1369.

## Historie

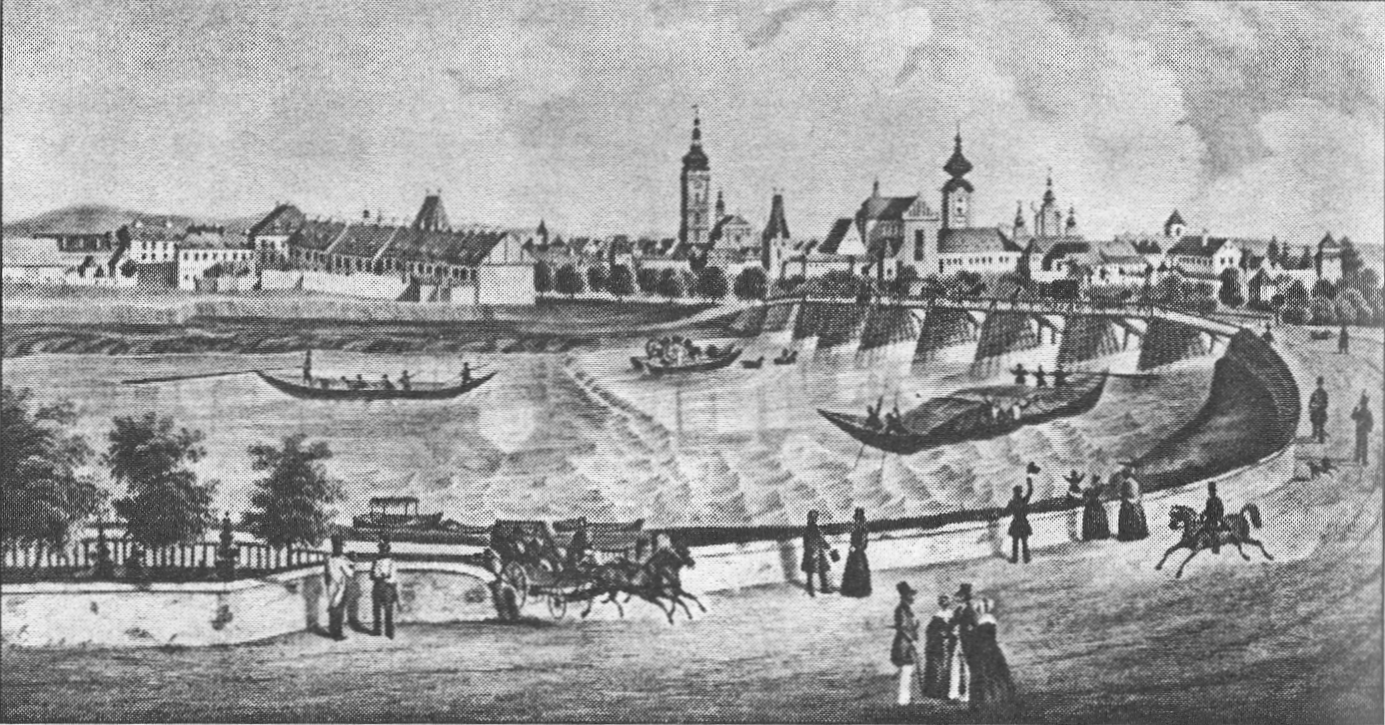
Dlouhý most v 19. století

Most v minulosti již několikrát změnil svoji podobu. První zmínka o Dlouhém mostě je z roku 1369, do té doby zde byl brod. Roku 1741 byl most spálen ustupujícími vojáky. Další, dřevěný most byl v roce 1880 nahrazen železným příhradovým mostem délky 95,4 metrů podle návrhu Václava Koudelky. V letech 1930-2 byl původní most posunut po proudu a na jeho místě postaven nový, po kterém měla jezdit i tramvaj. Novější ocelová konstrukce se od té starší lišila nižším počtem pilířů.
V roce 1998 byl původní most dočasně na dobu výstavby nového posunut o 18 m proti proudu a na původním místě vznikl současný most. Slavnostní otevření současné stavby se konalo 28. října 1998 a zúčastnily se jej mnohé místní organizace i zahraniční pozorovatelé.

## Současnost
Dnes se jedná o ocelový visutý most s otvory odlehčenou stěnou. Most má dvě pole každé o rozpětí 47 m. Netradiční ztvárnění mostu vyšlo z architektonické soutěže. Most převádí velmi vytíženou Husovu třídu (přes 19 tisíc vozidel/24 hodin v roce 2005) a je po něm vedena i trolejbusová trať. Evidenční číslo mostu je CB-002.

## Technické parametry
Visutý ocelový most byl vyroben v MOSTÁRNĚ v závodě 6 ve Vítkovicích v Ostravě, rozpětí je 2× 47 metrů. Jako závěsný systém slouží perforovaná ocelová stěna. Mezi závěsy je 10,5 metrů široká vozovka se třemi jízdními pruhy, zvenčí jsou zavěšené chodníky. Most je 4,8 metrů nad hladinou Vltavy. Nosnost činí 32 tun (výhradní 80 t, výjimečná 196 t). Autorem návrhu je kancelář Romana Kouckého.